# Friedrich Dickel
Friedrich Dickel, né le 9 décembre 1913 à Vohwinkel (aujourd'hui partie de Wuppertal) et mort le 22 octobre 1993 à Berlin, est un homme politique est-allemand. De 1963 à 1989, il est ministre de l'Intérieur au sein du gouvernement de la RDA.
Il est également député à la Volkskammer.

## Biographie
Fils de maçon, il fréquente l'école primaire de 1928 à 1931 et suit une formation de fondeur et mouleur. Membre actif de la Ligue des jeunes communistes d'Allemagne (KJVD) à partir de 1928, il adhère au Parti communiste d'Allemagne en 1931, à la Rote Hilfe et au Roter Frontkämpferbund en 1932.
À partir de 1933, sous le régime nazi, il travaille illégalement et est arrêté deux fois. Après trois mois d'emprisonnement, il émigre en France de 1933 à 1935 puis aux Pays-Bas jusqu'en 1936. Il prend part ensuite à la guerre d'Espagne comme commandement de compagnie dans le bataillon Thälmann de la XIe Brigade internationale. En 1937, il est envoyé à Moscou pour une formation spéciale, puis travaille pour le service de renseignement militaire de l'URSS (GRU) en Finlande et à Shanghai. En 1942, il est arrêté et condamné par un tribunal militaire japonais.
En mai 1946, il rentre à Moscou et, de là, en décembre 1946, à Berlin. Il devient membre du SED et entre dans la Volkspolizei en mai 1947.
En août 1961, il devient membre du personnel du Conseil de défense nationale de la RDA, chargé de la construction du mur de Berlin. En octobre 1963, il est promu lieutenant général. Il succède à Karl Maron au poste de ministre de l'Intérieur et de chef de la Volkspolizei le 15 novembre 1963 et occupe ce poste jusqu'au 17 novembre 1989.
Le 30 juin 1965, il est promu colonel général, puis général d'armée en 1984.

## Décorations
- 1970 : Medaille der Waffenbrüderschaft
- 1970n: ordre de la Guerre patriotique (URSS)
- 1973 et 1978 : Ordre du Mérite patriotique
- 1973, 1983 et 1985 : Ordre de Karl-Marx
- 1975 : Ordre de la Révolution d'Octobre (URSS)
- 1975 et 1983 : Héros de la RDA
- 1979 : Ordre de Scharnhorst
- 1980 : Ordre du Drapeau rouge (URSS)
- 1983 et 1985 : Ordre de Lénine (UdSSR)
- 1987 : Medaille für internationalistische Verdienste « Enrique Schmidt (de) », décernée le 25 juillet 1987 par le ministre de l'Intérieur du Nicaragua, Tomás Borge
- 1988 : Ordre de l'Amitié des peuples (URSS)